# Elección para gobernador de Nuevo México de 2018
La elección para gobernador de Nuevo México de 2018 tuvo lugar el 6 de noviembre. En las elecciones generales, Michelle Lujan Grisham (demócrata) fue elegida gobernadora con el 57.2% de los votos contra el 42.8% del candidato republicano, Steve Pearce.

## Primaria republicana

### Candidatos

#### Nominado
- Steve Pearce, exrepresentante de los Estados Unidos y candidato al Senado de los Estados Unidos en 2008[2]

#### Candidaturas declinadas
- Aubrey Dunn Jr., Comisionado de Tierras Públicas de Nuevo México y candidato al 2.º distrito congresional de Nuevo México en 2008[3][4][5]
- John Sánchez, vicegobernador y candidato a gobernador de Nuevo México en 2002[6][7]

### Resultados

Resultado de las elecciones por condado:
Lujan Grisham—70–80%
Lujan Grisham—60–70%
Lujan Grisham—50–60%
Lujan Grisham—40–50%
Apodaca—40–50%

|  | 100 % |

|  | 100 % |

## Primaria demócrata

### Candidatos

#### Nominado
- Michelle Lujan Grisham, representante de los EE. UU.[9]

#### Eliminado en primarias
- Jeff Apodaca, empresario e hijo del exgobernador Jerry Apodaca[10][11]
- Joe Cervantes, senador estatal[12]

#### Candidaturas declinadas
- Héctor Balderas, procurador general de Nuevo México (candidato a la reelección)[13]
- Javier Gonzales, exalcalde de Santa Fe (candidato a vicegobernador)[14][15][6][16]
- Martin Heinrich, senador de los EE. UU. (candidato a la reelección)[17]
- Tim Keller, alcalde de Albuquerque y ex Auditor de Nuevo México[18][19][20]
- Ben Ray Luján, representante de los EE. UU.[17]
- Tom Udall, senador de los EE. UU.[21][22]
- Alan Webber, alcalde de Santa Fe y candidato a gobernador en 2014[23][24]

### Encuestas
| Fuente de la encuesta                   | Fecha(s) de realización  | Tamaño de muestra | Margen de error | Michelle Lujan Grisham | Jeff Apodaca | Joe Cervantes | Otro Indecisos |
| --------------------------------------- | ------------------------ | ----------------- | --------------- | ---------------------- | ------------ | ------------- | -------------- |
| Research & Polling, Inc.                | 20-24 de mayo de 2018    | 444               | ± 4.6%          | 57%                    | 15%          | 9%            | 19%            |
| GQR Research (D-Lujan Grisham)          | 14-19 de febrero de 2018 | 440               | ± 4.9%          | 72%                    | 13%          | 6%            | 8%             |
| GQR Research (D-The Majority Institute) | 12-18 de octubre de 2017 | 446               | ± 4.6%          | 75%                    | 10%          | 3%            | 12%            |

### Resultados
|  | 66.4 % |

|  | 22.2 % |

|  | 11.5 % |

|  | 100 % |

## Encuestas
| Fuente de la encuesta                                                      | Fecha(s) de realización    | Tamaño de muestra | Margen de error | Michelle Lujan Grisham (D) | Steve Pearce (R) | Otro Indecisos |
| -------------------------------------------------------------------------- | -------------------------- | ----------------- | --------------- | -------------------------- | ---------------- | -------------- |
| Research Co.                                                               | 1-3 de noviembre de 2018   | 450               | ± 4.6%          | 53%                        | 41%              | 6%             |
| Carroll Strategies Archivado el 2 de noviembre de 2018 en Wayback Machine. | 29 de octubre de 2018      | 1.200             | ± 2.8%          | 51%                        | 46%              | 4%             |
| Emerson College                                                            | 24-26 de octubre de 2018   | 936               | ± 3.4%          | 53%                        | 44%              | 4%             |
| GQR Research (D-Lujan Grisham)                                             | 22-26 de octubre de 2018   | 600               | ± 4%            | 53%                        | 44%              | 4%             |
| Pacific Market Research                                                    | 19-24 de octubre de 2018   | 400               | ± 4.9%          | 55%                        | 45%              |                |
| Research & Polling, Inc.                                                   | 7-13 de septiembre de 2018 | 966               | ± 3.1%          | 50%                        | 43%              |                |
| Global Strategy Group (D-Balderas)                                         | 27-30 de agosto de 2018    | 601               | ± 4%            | 52%                        | 42%              | 5%             |
| GQR Research (D-Lujan Grisham)                                             | 18-22 de agosto de 2018    | 600               | ± 4%            | 52%                        | 44%              |                |
| The Tarrance Group (R-Pearce)                                              | 9-12 de abril de 2018      | 608               | ± 4.1%          | 47%                        | 45%              | 8%             |
| The Tarrance Group (R)                                                     | 20-23 de mayo de 2017      | 600               | ± 4%            | 45%                        | 39%              | 15%            |

## Resultados
|  | 57.20 % |

|  | 42.80 % |

|  | 100 % |

|  | 55.61 % |